# Neoserica sterilis
Neoserica sterilis är en skalbaggsart som beskrevs av Brenske 1899. Neoserica sterilis ingår i släktet Neoserica och familjen Melolonthidae. Inga underarter finns listade i Catalogue of Life.